# Égyptien démotique
Pour les articles homonymes, voir Égyptien et Démotique.
Le terme démotique (du grec δημοτικά / dêmotiká « populaire ») désigne, dans le contexte de l'égyptologie, tout à la fois un type d'écriture et l'état de la langue égyptienne qu'elle note, par opposition à l'écriture hiératique et celle des hiéroglyphes.

## Histoire
L'écriture démotique s'est constituée à l'époque saïte, au VIIe siècle avant notre ère. La plus ancienne attestation actuellement connue date de Psammétique Ier. Le démotique est une simplification du hiératique, lui-même simplification des hiéroglyphes. La mise en place de cette écriture s'inscrit probablement dans le cadre de la vaste politique de réformes administratives entreprise par les pharaons de la XXVIe dynastie. Le nombre sans cesse croissant des documents produits par les scribes réclamait une écriture encore plus cursive et plus rapide que le hiératique. Parti de Saïs, le démotique s'étendit à toute l'Égypte. Le hiératique perdit alors son rôle administratif et fut cantonné aux documents religieux, d'où son nom.
Le démotique est, avec le grec et les hiéroglyphes, l'une des trois écritures utilisées sur la célèbre pierre de Rosette, l'inscription d'époque ptolémaïque qui a permis à Champollion d'effectuer le déchiffrement des hiéroglyphes.
L'alphabet copte, créé à partir du grec oncial, a utilisé plusieurs signes démotiques pour élargir son éventail de lettres.
Le démotique évolue dès le Ve siècle vers le copte moderne, avec l'apport important de mots de vocabulaire issus du grec, et d'un nouvel alphabet.